# 塔湾街道 (洛阳市)
塔湾街道，是中华人民共和国河南省洛陽市瀍河回族区下辖的一个乡镇级行政单位。

## 行政区划
塔湾街道下辖以下地区：
塔湾社区。